# Neptuno-Klasse
Die Neptuno-Klasse war eine Klasse von zwei 80-Kanonen-Linienschiffen (Zweidecker) der spanischen Marine, die von 1795 bis 1805 in Dienst stand.

## Geschichte
Die Klasse wurde von dem Schiffbauingenieur Julián Martín de Retamosa entworfen und stellt eine verlängerte Version des 74-Kanonen-Schiffes Montañés da. Sie entsprachen den französischen Schiffen der Tonnant-Klasse, waren aber etwas kürzer als diese und führten auf dem zweiten Batteriedeck nur 18-Pfünder-Kanonen anstatt 24-Pfünder-Kanonen. Die beiden Schiffe waren, bis auf die zwei Schiffe der Reina-Isabel-II-Klasse aus den 1850er Jahren, die letzten Linienschiffe die für die spanische Marine gebaut wurden.

## Einheiten
| Name      | Bauwerft                             | Bestellung        | Stapellauf        | Indienststellung  | Verbleib |
| --------- | ------------------------------------ | ----------------- | ----------------- | ----------------- | --- |
| Neptuno   | Reales Astilleros de Esteiro, Ferrol | 3. November 1792  | 26. November 1795 | 11. November 1795 | Am 21. Oktober 1805 durch die Royal Navy gekapert (Schlacht von Trafalgar), am 23. Oktober zurückerobert, am 24. Oktober während eines Sturms auf Grund gelaufen und verloren gegangen |
| Argonauta | Reales Astilleros de Esteiro, Ferrol | 11. November 1795 | 7. Juli 1798      | Januar 1799       | Am 21. Oktober 1805 durch die Royal Navy gekapert (Schlacht von Trafalgar), am 26. Oktober während eines Sturm versenkt                                                                |

## Technische Beschreibung

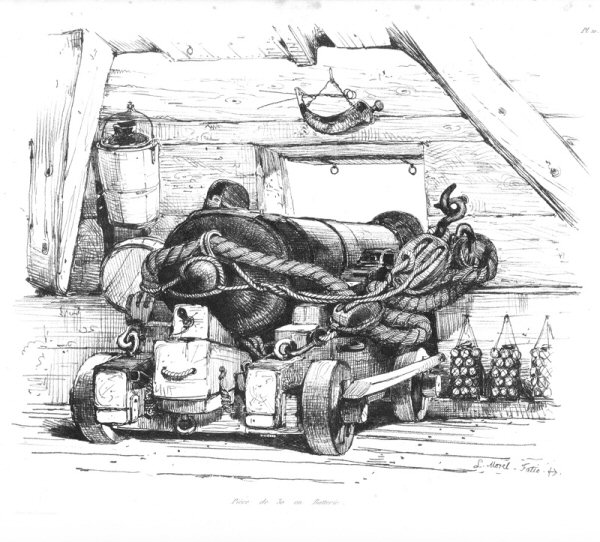
Zeichnung eines 36-Pfünders.

Die Klasse war als Batterieschiff mit zwei durchgehenden Geschützdecks konzipiert und hatte eine Länge von 55,72 Metern (Geschützdeck) bzw. 49,87 Metern (Kiel), eine Breite von 15,04 Metern und einen Tiefgang von 7,255 Metern bei einer Verdrängung von 3362 Tonnen. Sie waren Rahsegler mit drei Masten (Fockmast, Großmast und Kreuzmast). Der Rumpf schloss im Heckbereich mit einem Heckspiegel, in den Galerien integriert waren, die in die seitlich angebrachten Seitengalerien mündeten. Diese waren aus Repräsentationsgründen durch zeitspezifische Schnitzereien und Bildhauerarbeiten geschmückt. Die Beplankung war kraweel ausgeführt, das heißt, die Enden der Planken stießen stumpf aufeinander, so dass eine glatte Außenfläche entstand.
Die Bewaffnung der Klasse bestand bei Indienststellung aus 84 Geschützen.
|        | Unteres Batteriedeck    | Oberes Batteriedeck     | Backdeck                                       | Achterdeck                                     | Poopdeck                                          | Kanonen (Geschossgewicht) |
| ------ | ----------------------- | ----------------------- | ---------------------------------------------- | ---------------------------------------------- | ------------------------------------------------- | ------------------------- |
| Design | 30 × 36-Pfünder-Kanonen | 32 × 18-Pfünder-Kanonen | 4 × 8-Pfünder-Kanonen                          | 14 × 8-Pfünder-Kanonen                         | 2 × 4-Pfünder-Drehbassen 2 × 3-Pfünder-Drehbassen | 84 Geschütze (417,29 kg)  |
| 1803   | 30 × 36-Pfünder-Kanonen | 32 × 24-Pfünder-Kanonen | 4 × 8-Pfünder-Kanonen 2 × 36-Pfünder-Haubitzen | 4 × 8-Pfünder-Kanonen 8 × 36-Pfünder-Haubitzen | 6 × 24-Pfünder-Haubitzen                          | 86 Geschütze (555,78 kg)  |

## Besatzung
Die Besatzung hatte im Frieden eine Stärke von 642 Mann und im Krieg von 715 Mann, wobei später bis zu 800 Mann an Bord waren.

## Bemerkungen
1. ↑  Bei der Berechnung des Gewichtes einer Breitseite kann es zu Unterschieden kommen, da in der damaligen Zeit ein Pfund, je nach Land, unterschiedliche Gewichtswerte hatte. Das spanische Libra hatte z. B. ein Gewicht von 460,08 Gramm, während das englische Pound ein Gewicht von 453,592 Gramm hatte.